# Aksdal
Aksdal är en tätort som utgör centralort i Tysværs kommun i Rogaland fylke i sydvästra Norge. Orten ligger vid E39/E134, cirka 13 kilometer öster om staden Haugesund och har 730 invånare (1 januari 2022).

### Webbkällor
- ”Aksdal”. Store norske leksikon. http://snl.no/Aksdal. Läst 24 april 2012.